# Élections législatives de 1962 dans la Creuse
Les élections législatives françaises de 1962 se déroulent les 18 et 25 novembre 1962. Dans le département de la Creuse, deux députés sont à élire dans le cadre de deux circonscriptions.

## Élus
| Circonscription | Député sortant         | Parti | Parti | Député élu ou réélu    | Parti | Parti |
| --------------- | ---------------------- | ----- | ----- | ---------------------- | ----- | ----- |
| 1re             | Olivier de Pierrebourg |       | Rad   | Olivier de Pierrebourg |       | Rad   |
| 2e              | André Chandernagor     |       | SFIO  | André Chandernagor     |       | SFIO  |

## Résultats

### Résultats à l'échelle du département
| Parti          | Parti                                          | Premier tour | Premier tour | Second tour | Second tour | Sièges |
| Parti          | Parti                                          | Voix         | %            | Voix        | %           | Sièges |
| -------------- | ---------------------------------------------- | ------------ | ------------ | ----------- | ----------- | ------ |
|                | Union pour la nouvelle République (UDT)        | 8 742        | 13,36        | 8 884       | 13,11       | 0      |
|                | Majorité présidentielle                        | 8 742        | 13,36        | 8 884       | 13,11       | 0      |
|                |                                                |              |              |             |             |        |
|                | Centre républicain                             | 3 335        | 5,10         | Retrait     | Retrait     | 0      |
|                | Centre démocratique                            | 3 335        | 5,10         |             |             | 0      |
|                |                                                |              |              |             |             |        |
|                | Parti communiste français                      | 19 018       | 29,06        | 15 605      | 23,03       | 0      |
|                | Section française de l'Internationale ouvrière | 18 507       | 28,28        | 24 398      | 36,01       | 1      |
|                | Parti radical                                  | 9 812        | 15,00        | 18 874      | 27,85       | 1      |
|                | Parti socialiste unifié                        | 6 020        | 7,40         | Retrait     | Retrait     | 0      |
|                |                                                |              |              |             |             |        |
| Inscrits       | Inscrits                                       | 116 774      | 100,00       | 116 769     | 100,00      | 2      |
| Abstentions    | Abstentions                                    | 49 705       | 42,57        | 45 688      | 39,13       |        |
| Votants        | Votants                                        | 67 069       | 57,43        | 71 081      | 60,87       |        |
| Blancs et nuls | Blancs et nuls                                 | 1 635        | 2,44         | 3 320       | 4,67        |        |
| Exprimés       | Exprimés                                       | 65 434       | 97,56        | 67 761      | 95,33       |        |

### Résultats par circonscription

#### Première circonscription (Guéret)
| Candidat       | Candidat                             | Parti          | Premier tour | Premier tour | Second tour | Second tour |  |
| Candidat       | Candidat                             | Parti          | Voix         | %            | Voix        | %           |  |
| -------------- | ------------------------------------ | -------------- | ------------ | ------------ | ----------- | ----------- |  |
|                | Olivier de Pierrebourg sortant réélu | Radsoc         | 9 812        | 32           | 18 874      | 53,8        |  |
|                | Auguste Tourtaud                     | PCF            | 8 708        | 28,4         | 15 605      | 44,48       |  |
|                | Jean Monteiller                      | SFIO           | 5 379        | 17,54        | Retrait     | Retrait     |  |
|                | Louis Treignier                      | UNR-UDT        | 4 081        | 13,31        | 606         | 1,73        |  |
|                | Raymond Labouesse                    | PSU            | 2 683        | 8,75         | Retrait     | Retrait     |  |
|                |                                      |                |              |              |             |             |  |
| Inscrits       | Inscrits                             | Inscrits       | 54 432       | 100,00       | 54 428      | 100,00      |  |
| Abstentions    | Abstentions                          | Abstentions    | 23 054       | 42,35        | 18 267      | 33,56       |  |
| Votants        | Votants                              | Votants        | 31 378       | 57,65        | 36 161      | 66,44       |  |
| Blancs et nuls | Blancs et nuls                       | Blancs et nuls | 715          | 2,28         | 1 076       | 2,98        |  |
| Exprimés       | Exprimés                             | Exprimés       | 30 663       | 97,72        | 35 085      | 97,02       |  |

#### Deuxième circonscription (Aubusson)
| Candidat       | Candidat                         | Parti          | Premier tour | Premier tour | Second tour | Second tour |  |
| Candidat       | Candidat                         | Parti          | Voix         | %            | Voix        | %           |  |
| -------------- | -------------------------------- | -------------- | ------------ | ------------ | ----------- | ----------- |  |
|                | André Chandernagor sortant réélu | SFIO           | 13 128       | 37,76        | 24 398      | 74,67       |  |
|                | Raymond Labrousse                | PCF            | 10 310       | 29,65        | Retrait     | Retrait     |  |
|                | Gilbert Lavergne                 | UNR-UDT        | 4 661        | 13,4         | 8 278       | 25,33       |  |
|                | Pierre Ferrand                   | PSU            | 3 337        | 9,6          | Retrait     | Retrait     |  |
|                | François Deguillaume             | CR             | 3 335        | 9,59         | Retrait     | Retrait     |  |
|                |                                  |                |              |              |             |             |  |
| Inscrits       | Inscrits                         | Inscrits       | 62 342       | 100,00       | 62 341      | 100,00      |  |
| Abstentions    | Abstentions                      | Abstentions    | 26 651       | 42,75        | 27 421      | 43,99       |  |
| Votants        | Votants                          | Votants        | 35 691       | 57,25        | 34 920      | 56,01       |  |
| Blancs et nuls | Blancs et nuls                   | Blancs et nuls | 920          | 2,58         | 2 244       | 6,43        |  |
| Exprimés       | Exprimés                         | Exprimés       | 34 771       | 97,42        | 32 676      | 93,57       |  |